# Гаузен-на-Танні
Гаузен-на-Танні (нім. Hausen am Tann) — громада в Німеччині, знаходиться в землі Баден-Вюртемберг. Підпорядковується адміністративному округу Тюбінген. Входить до складу району Цоллернальб.
Площа — 8,49 км2. Населення становить 495 ос. (станом на 31 грудня 2020).